# Hohe Mark (Spessart)
Die Hohe Mark ist ein 414 Meter hoher Berg im Spessart im bayerischen Landkreis Aschaffenburg. Sie gehört zum Hahnenkammhöhenzug, dessen Hauptgipfel (436 m ü. NN) im Südwesten angrenzt. Während der Name Hohe Mark heute den nördlichen Teil des Bergrückens bezeichnet, war im Mittelalter damit der gesamte Höhenzug gemeint.

## Geographie

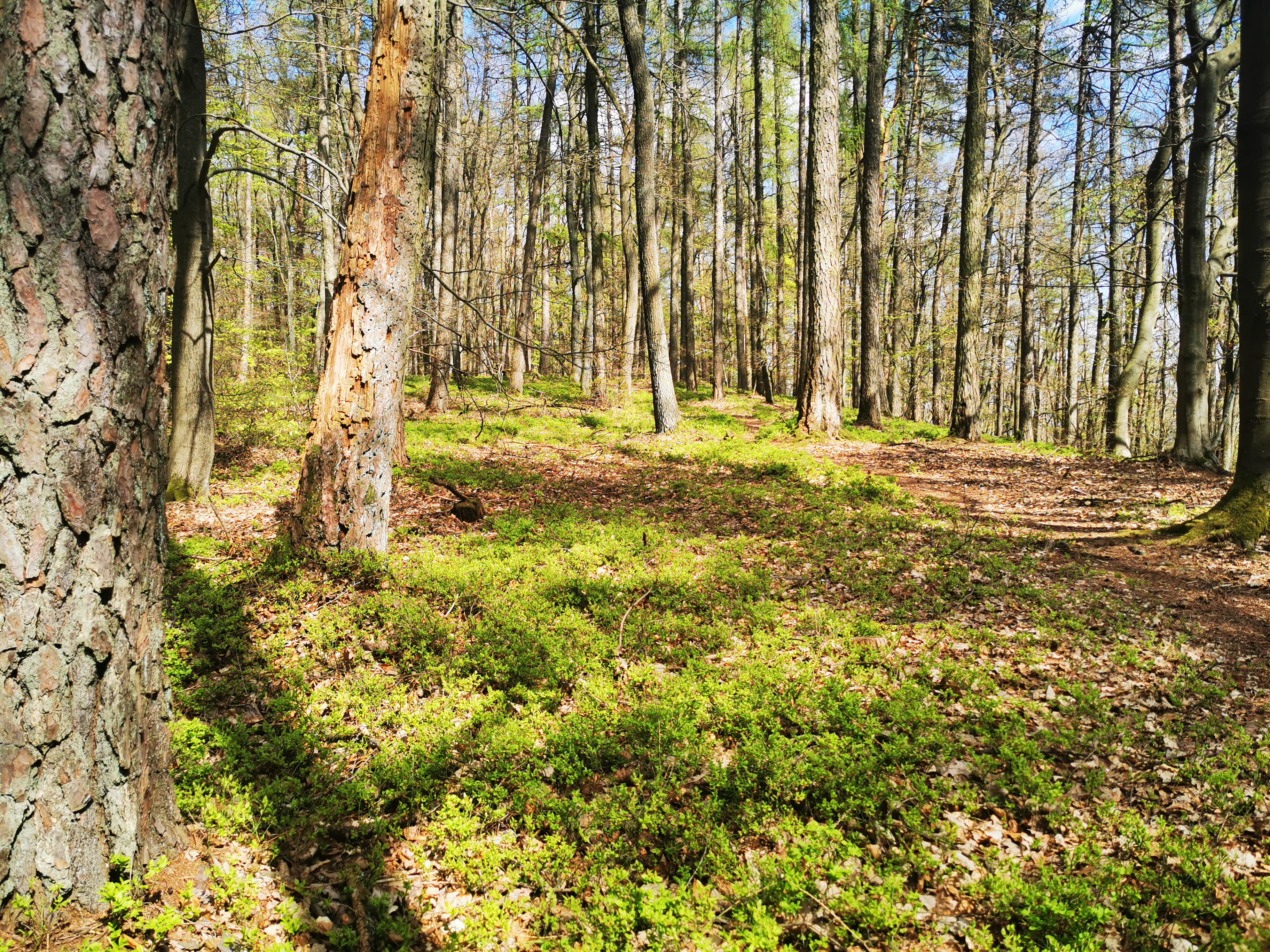
Bereich am Südwestgipfel mit Heidelbeerbewuchs

Die Hohe Mark befindet sich am nordwestlichen Teil des Hahnenkamms zwischen den Orten Brücken und Kälberau. Im Norden grenzen die niedrigeren Berge Heidkopf und Giftiger Berg an. An der Hohen Mark entspringen die Bäche Hitziger Lochgraben, Kertelbach und Wüstenbach. Im Südosten verläuft das Tal des Hemsbaches. Die Hohe Mark besitzt ein Doppelgipfel, durch dessen Scharte ein Weg verläuft. Beide Gipfel sind etwa gleich hoch (Südwestgipfel 414 m, Nordostgipfel 413 m). Über den Nordostgipfel verläuft die Gemeindegrenze zwischen Alzenau (Gemarkung Kälberau) und Mömbris und der Gipfelweg über den Bergrücken zum Hahnenkammhauptgipfel. Knapp unterhalb des Südwestgipfels befindet sich das Naturdenkmal Bildeiche, unterhalb des Nordostgipfels liegt der topographisch höchste Punkt der Gemarkung von Michelbach.

## Name
Im siebten Jahrhundert ordnete König Dagobert I. die Grenzen im Kahlgrund bis auf die hohen Berge neu an. Diese Methode nennt man abmarken. Daher stammt der Name Hohe Mark.

## Geschichte

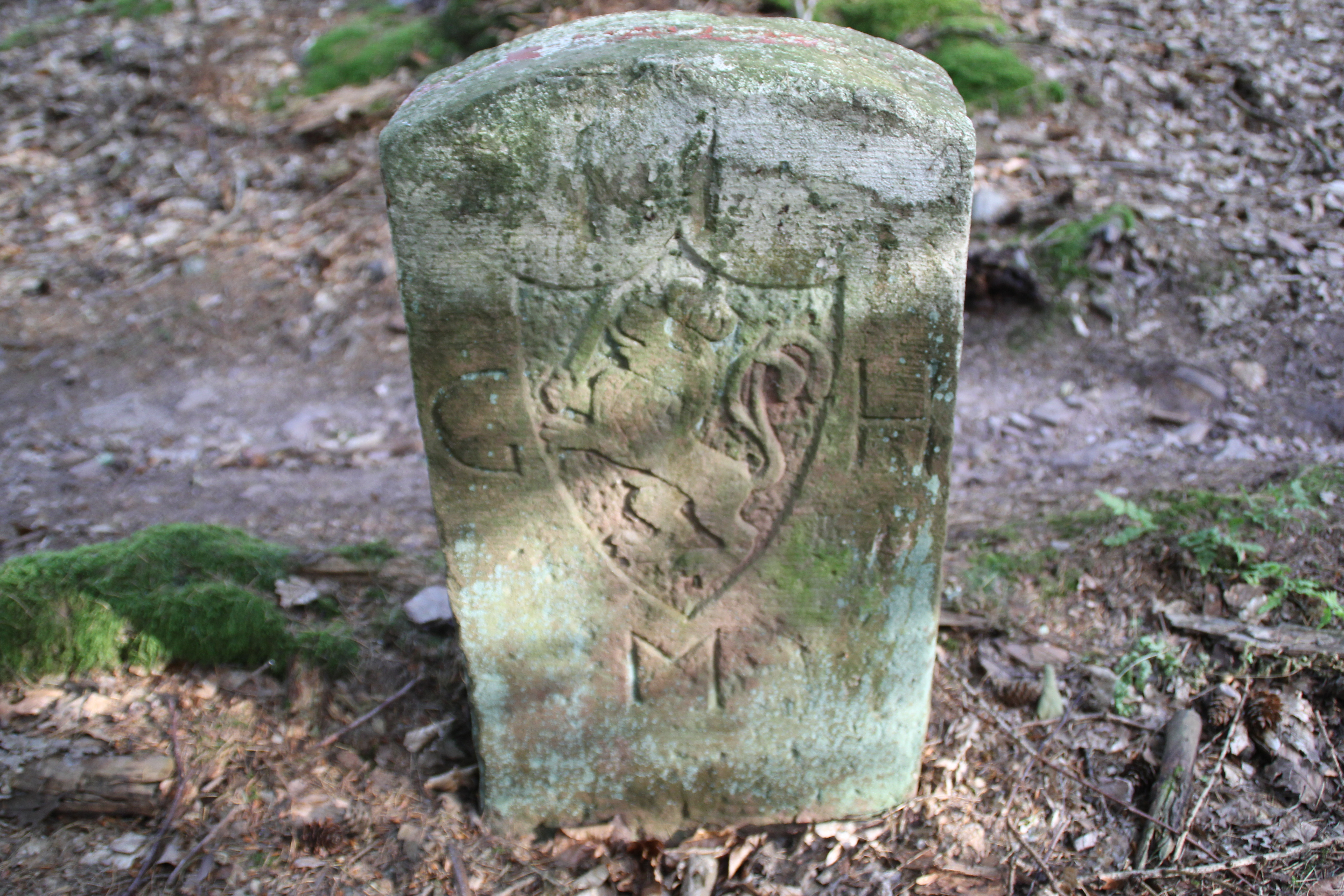
Grenzstein auf der Hohen Mark. Er trennte die historischen Gebiete von Großherzogtum Hessen und Großherzogtum Frankfurt

Im Mittelalter war ein anderes Gebiet als Hohe Mark bekannt. Es verlief als Höhenzug über das gesamte Waldgebiet von Rückersbach über Hörstein bis Geiselbach. Es handelte sich um ein Gelände von 3857 Morgen, die sich die vier Zentgerichte Wilmundsheim (später Alzenau), Hörstein, Mömbris und Somborn als Wildbann teilten. Nachdem diese vier Zenten Selbstverwaltungsrechte erhielten und zum Freigericht wurden, nannte man sie im Volksmund auch „die Hohe Mark“ und ihre Einwohner „die Märker“.
Der Höhenzug Hohe Mark bestand im Mittelalter aus zwei Teilgebieten. Der Bergrücken südlich der Kahl wurde zur damaligen Zeit „Wüstebach“ genannt. Heute ist dieser Begriff komplett verloren gegangen und man kennt das Gebiet als Hahnenkamm. Der Teil nördlich der Kahl, um den Schanzenkopf und Heidkopf wird noch heute die Sölzert (historisch: Gefellenhart) genannt. Auf einer historischen Karte von 1812 standen im südlichen Gebiet die Namen Hahnenkamm und Hohe Mark parallel zueinander. Später wurde nur noch der nördliche Hahnenkammrücken als Hohe Mark bezeichnet.

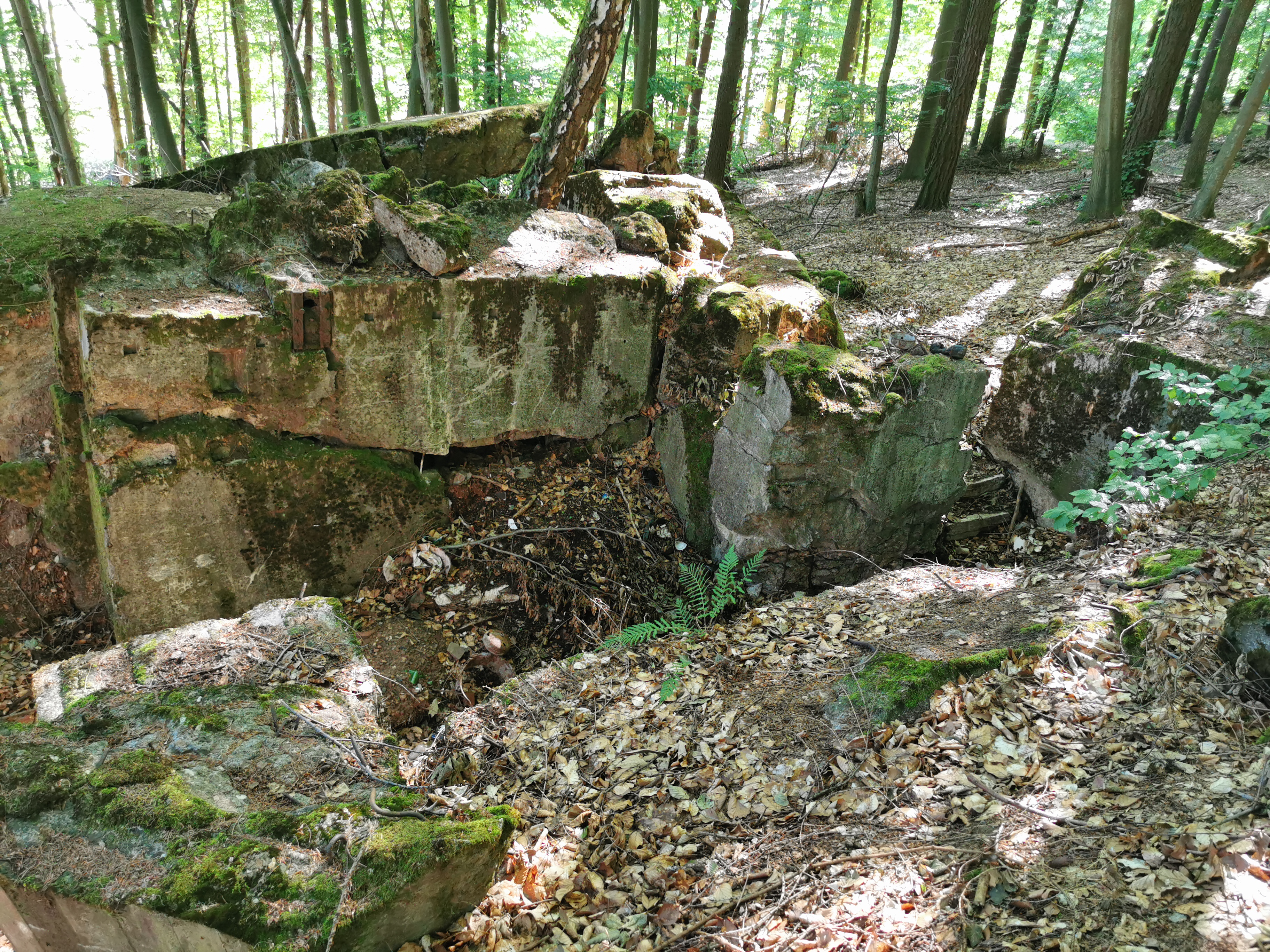
Gesprengter MG-Bunker der Wetterau-Main-Tauber-Stellung bei Michelbach

Über den Gipfelkamm verlief nicht immer nur die Grenze zwischen den Kommunen Alzenau und Mömbris. Dort gibt es eine Reihe noch gut erhaltener, alter Grenzsteine von 1810. Sie trennten die historischen Gebiete zweier früherer Staaten im Rheinbund. Auf der einen Seite lag das Territorium des Großherzogtums Hessen, dem das Amt Alzenau in der Provinz Starkenburg angehörte. Auf der anderen Seite befand sich das Großherzogtum Frankfurt mit der Pfarrei Mömbris im Departement Aschaffenburg. Alle diese Grenzsteine sind durchnummeriert; im Bereich der Hohen Mark von 201 bis 244.
Zwischen 1936 und 1937 wurde der Bunkergürtel der Wetterau-Main-Tauber-Stellung errichtet, der auch am nördlichen Rand der Hohen Mark verlief. Östlich der Michelbacher Siedlung Birkenberg kann man an den Nordhängen im Wald noch Reste des gesprengten MG-Bunkers mit der Nummer 146 erkennen.

## Sonstiges
- Das gesamte Gebiet der historischen Hohen Mark ist Teil des Naturraums Hahnenkamm-Haidkopf-Höhenzug.
- Südöstlich des Doppelgipfels lag der Steinbruch Hemsbach, der im Jahr 2006 stillgelegt wurde. Heute befindet sich dort der Hahnenkammsee.
- Straßen in Brücken und Hörstein sind nach der historischen Hohen Mark benannt.